# Lysekil (commune)
Lysekil est une commune suédoise du comté de Västra Götaland, peuplée d'environ 14 440 habitants (2020). Son chef-lieu se situe à Lysekil.

## Culture

Panorama de Lysekil.

La colline de Brattåsberget, derrière la baie de Trommekilen à Lysekil. Cet endroit est un refuge ou un habitat pour de nombreux oiseaux : on voit sur la photo des oies cendrées, des bernaches du Canada, des grues cendrées, des hérons cendrés.

### Articles annexes
- Brofjorden